# Startwert
Unter einem Startwert versteht man in der Mathematik wie auch Informatik bei numerischen und iterativen Verfahren (Algorithmen) einen gewissen Wert einer Variable, mit dem eine Berechnung begonnen wird. Analog ist es in der Programmierung derjenige Parameter, der einer Routine übergeben wird (Eingangswert).
Es ist im Normalfall allgemein üblich, den Startwert damit zu bezeichnen, dass man den Variablennamen mit «0» indiziert (weitere Werte bei iterativen Verfahren mit 1, 2, 3, …, allgemein mit «n» zu natürliche Zahl, sonst auch mit dem Namen der freien, laufenden Variable). Es finden sich aber auch andere Notationen.

## Beispiele
- {\displaystyle x_{n+1}=x_{n}-{\tfrac {f(x_{n})}{f'(x_{n})}},} das Newton-Verfahren zum Finden einer Nullstelle, Startwert {\displaystyle x_{0}} ist eine gewisse geschätzte x-Koordinate, die in etwa passen könnte, das Verfahren konvergiert unter gewissen Voraussetzungen gegen die Nullstelle. Je besser der Startwert ist, desto schneller und sicherer ist im Allgemeinen die Konvergenz; eine entsprechende Programmzeile könnte nullstelle=newton(schaetzwert) lauten, nachdem vorher eine Zahl für schaetzwert ermittelt wurde, die der Funktion newton (für eine gewisse Funktion) als Parameter übergeben werden kann.
- {\displaystyle f_{n}=f_{n-2}+f_{n-1},\;} die Definition der Fibonacci-Folge. Sie erfordert als Besonderheit zwei Startwerte, {\displaystyle f_{0}} und {\displaystyle f_{1}}, mit {\displaystyle \{1,1\}} ergibt sich die Grundform 1, 1, 2, 3, 5, 8, ….
- {\displaystyle {\vec {r}}(t)={\vec {v}}t+{\vec {r}}_{0},\;} gleichförmig geradlinige Bewegung, {\displaystyle {\vec {r}}_{0}} ist der Anfangsort zu einem gewissen Zeitpunkt {\displaystyle t_{0}}, sonst wird eine Funktion der Zeit {\displaystyle t} als Funktionswert der freien Variable aber meist geklammert notiert, in der Praxis wird auch {\displaystyle {\vec {r}}_{t}} geschrieben; hier ist der Startwert ein Vektor (in {\displaystyle \mathbb {R} ^{3}} ein Wertetripel).
- Seed key, Startwert eines numerischen Zufallszahlengenerators (engl. seed ‚Samen‘, dieser Ausdruck ist der Informationstechnologie in diesem Sinne einer Initialisierung verbreiteter zu finden).